# La Grossa de Cap d'Any
La Grossa de Cap d'Any (el Gordo de Fin de Año, literalmente, en catalán, ‘La Gorda de Fin de Año’, ya que en catalán se usa el femenino Grossa para aludir al sorteo del Gordo de Navidad), es un sorteo que forma parte de las modalidades comercializadas por Lotería de Cataluña (España) desde 2013 y que se celebra anualmente cada 31 de diciembre. El organismo responsable de su organización es la Entidad Autónoma de Juegos y Apuestas (EAJA) de la Generalidad de Cataluña, una empresa pública creada en 1986 dependiente del Departamento de Economía y Conocimiento de la Generalidad. El propósito declarado de la creación del sorteo fue la necesidad de aumentar los ingresos para disminuir el déficit de la administración autónoma catalana, consiguiendo parte de los 350 millones de euros que los catalanes juegan en los sorteos estatales de Navidad y del Niño (frente a los apenas cuarenta que Lotería de Cataluña recauda en todo el año). Se celebrará en una fecha situada entre la del Gordo de Navidad (22 de diciembre) y del sorteo del Niño (6 de enero). De este modo, Cataluña se convierte en la primera comunidad autónoma española que tiene su propia lotería navideña. La elección del nombre ha sido descrita como un intento de "convertirse en la pareja del Gordo de Navidad".
Hay 100 000 números disponibles (del 00 000 al 99 999). Cada número dispuso, inicialmente, de 30 boletos. Ante la gran demanda obtenida, se comercializaron otros 30 boletos por número, con lo que en total existen 60 boletos por número. Cada boleto tiene un precio de 5 euros y se puede comprar en los 2200 puntos de venta habituales de Lotería de Cataluña (estancos, quioscos y papelerías) así como en unos 20 000 comercios de la Confederación de Comercio de Cataluña. Un 69,6% de lo recaudado se destinará a premios, en tanto que entre un 16% y un 20% de los ingresos se destinarán a programas de atención a la infancia. Según la Generalidad, si el sorteo tiene éxito, se plantea extenderlo a otras fechas significativas en Cataluña como el Día de Cataluña (11 de septiembre), San Jorge (23 de abril) y San Juan (24 de junio).

## Premios
La Grossa tiene cinco premios principales. Los agraciados con el primer premio recibirán 200 000 euros por boleto, un premio de 20 000 euros por euro jugado, el mismo que el del Gordo de Navidad. El segundo premio será de 6 500 euros por euro jugado, y el tercero de 3000 euros por cada euro jugado. También habrá premios para los números inmediatamente anterior y posterior a los tres premios, y también obtendrán premio los números cuyas cuatro, tres, dos y última cifra coincidan con los tres premios. No hay pedrea. Al igual que el resto de premios que puedan ganarse en sorteos en toda España, los premios de La Grossa tendrán un 20% de impuestos a partir de 40000 euros de premio.
| Cantidad de números premiados | Premio al boleto          | Premio por euro jugado    | Descripción de la categoría del premio                                              | Probabilidad              | Total de dicha categoría (60 boletos) |
| ----------------------------- | ------------------------- | ------------------------- | ----------------------------------------------------------------------------------- | ------------------------- | ------------------------------------- |
| 1                             | 200 000 €                 | 20 000 €                  | La Grossa / Primer Premio                                                           | 1/100 000 (0,001%)        | 12 000 000 €                          |
| 1                             | 65 000 €                  | 6 500 €                   | Segundo Premio                                                                      | 1/100 000 (0,001%)        | 3 900 000 €                           |
| 1                             | 30 000 €                  | 3 000 €                   | Tercer Premio                                                                       | 1/100 000 (0,001%)        | 1 800 000 €                           |
| 2                             | 10 000 €                  | 1 000 €                   | Cuarto Premio                                                                       | 2/100 000 (0,002%)        | 1 200 000 €                           |
| 3                             | 5 000 €                   | 500 €                     | Quinto Premio                                                                       | 3/100 000 (0,003%)        | 900 000 €                             |
| 2                             | 2 000 €                   | 200 €                     | números anterior y posterior al primer premio (aproximación)                        | 2/100 000 (0,002%)        | 240 000 €                             |
| 2                             | 650 €                     | 65 €                      | números anterior y posterior al segundo premio (aproximación)                       | 2/100 000 (0,002%)        | 78 000 €                              |
| 2                             | 500 €                     | 50 €                      | números anterior y posterior al tercer premio (aproximación)                        | 2/100 000 (0,002%)        | 60 000 €                              |
| 99                            | 250 €                     | 25 €                      | centena (tres primeras cifras) del primero premio                                   | 99/100 000 (0,099%)       | 1 485 000 €                           |
| 99                            | 75 €                      | 7,50 €                    | centena (tres primeras cifras) del segundo premio                                   | 99/100 000 (0,099%)       | 445 500 €                             |
| 99                            | 35 €                      | 3,50 €                    | centena (tres primeras cifras) del tercer premio                                    | 99/100 000 (0,099%)       | 207 900 €                             |
| 198                           | 30 €                      | 3 €                       | centena (tres primeras cifras) de los cuartos premios                               | 198/100 000 (0,198%)      | 356 400 €                             |
| 297                           | 25 €                      | 2,50 €                    | centena (tres primeras cifras) de los quintos premios                               | 297/100 000 (0,297%)      | 445 500 €                             |
| 999                           | 35 €                      | 3,50 €                    | números cuyas dos últimas cifras (terminación) coincidan con las del primer premio  | 999/100 000 (0,999%)      | 2 097 900 €                           |
| 999                           | 25 €                      | 2,50 €                    | números cuyas dos últimas cifras (terminación) coincidan con las del segundo premio | 999/100 000 (0,999%)      | 1 498 500 €                           |
| 999                           | 20 €                      | 2 €                       | números cuyas dos últimas cifras (terminación) coincidan con las del tercer premio  | 999/100 000 (0,999%)      | 1 198 800 €                           |
| 9999                          | 10 €                      | 1 €                       | Reintegro a los números cuya última cifra coincida con la del primer premio         | 9 999/100 000 (9,999%)    | 5 999 400 €                           |
| Total para los 60 boletos     | Total para los 60 boletos | Total para los 60 boletos | Total para los 60 boletos                                                           | Total para los 60 boletos | 33 912 900 €                          |

## Números premiados
| Año  | Primer premio | Primer premio      | Segundo premio | Segundo premio                           | Tercer premio | Tercer premio        | Cuarto premio | Cuarto premio                        | Quinto premio | Quinto premio                                         |
| Año  | Número        | Vendido en         | Número         | Vendido en                               | Número        | Vendido en           | Número        | Vendido en                           | Número        | Vendido en                                            |
| ---- | ------------- | ------------------ | -------------- | ---------------------------------------- | ------------- | -------------------- | ------------- | ------------------------------------ | ------------- | ----------------------------------------------------- |
| 2017 | 56795         |                    | 64773          |                                          | 75182         |                      | 32695         |                                      | 68211         |                                                       |
| 2016 | 09260         | Blanes             | 34983          | Campdorà                                 | 20483         | Barcelona y Reus     | 27470         | Reus, Castelldefels y Viñols y Archs | 27719         | San Felíu Saserra, Hospitalet de Llobregat y Figueras |
| 2015 | 11168         | La Roca del Vallés | 69631          | Torredembarra, Barcelona y Lloret de Mar | 56024         | Senmanat y Barcelona | 35543         | Villanueva y Geltrú y Barcelona      | 55311         | Santa Coloma de Gramanet, Barcelona y Santa Susana    |
| 2014 | 91614         | No vendido         | 92484          | San Vicente dels Horts                   | 35494         | Internet             | 87675         | Barcelona y Rubí                     | 01486         | Tarrasa                                               |
| 2013 | 03473         | Llissá de Munt     | 77879          | La Escala y Tarragona                    | 88297         | Barcelona y Cardona  |               |                                      |               |                                                       |

## Iconografía
La imagen pública del sorteo es un cabezudo representando a una tía soltera, tieta en catalán. Se trataría de una mujer "entrada en años, enjoyada con las perlas típicas de los años 1960, anillo de brillantes y unos buenos pendientes, los ojos, los labios y las uñas pintadas, teñida y repeinada, gordita, vestida de gala con flor y fular".
Los billetes llevan en una esquina la Señera (la bandera catalana), y luces de colores de fondo.
Según la directora general de Tributos y Juegos de la Generalidad, Elsa Artadi, los números más demandados para la primera edición del sorteo fueron el 1714 y el 2014.

## Historia
El anuncio de la creación de esta lotería se hizo el mes de agosto de 2013. El presidente de la Generalidad, ante las críticas de la oposición (relativas a que se trataba de un procedimiento que no resolvía las necesidades de financiación de Cataluña), defendió el nuevo sorteo, afirmando que “Con la lotería de Cataluña todo el mundo gana porque el dinero que jugamos se queda aquí”. Los boletos para el primer sorteo se pusieron a la venta el 24 de septiembre de 2013, coincidiendo con las fiestas de La Merced. La presentación oficial tuvo lugar el 3 de octubre, fecha en la que ya se habían recaudado 6,2 millones de euros. En la presentación, el consejero de Empresa, Felip Puig, integró al nuevo sorteo dentro del proceso soberanista que promovía el gobierno catalán: "Tendremos lo que tiene un país normal". El 24 de octubre, ante la gran demanda, la Generalidad autorizó una segunda emisión de otros 30 boletos de los 100 000 números de La Grossa.
El sorteo será retransmitido en directo por TV3.

## Polémicas
Un día después del anuncio de su creación, Xabier Gabriel, propietario de La Bruixa d'Or, cuestionó en una entrevista al diario El País la viabilidad de la nueva lotería: cuestionó las fechas elegidas y la —a su juicio— escasa base de potenciales clientes e incluso el diseño del billete. Tras la presentación oficial del sorteo y de su imagen pública, Teresa Crespo, presidenta de Entitats Catalanes d'Acció Social, criticó la elección del cabezudo representando a una mujer de mediana edad que, a su juicio, representaba a «las señoras del siglo pasado con elevados recursos económicos, esposas de señores importantes, que visitaban a los pobres y practicaban la beneficencia con una sonrisa vacía que no transmitía ni reflexión, ni inteligencia, ni capacidad decisoria, ni acción consciente, ni voluntad para transformar un mundo que les era favorable, elogiadas a cambio de una limosna». En su opinión, dicha imagen sería contraria a la igualdad de género y un «insulto a la inteligencia femenina».